# 14025 Fallada
14025 Fallada este un asteroid din centura principală de asteroizi.

## Descriere
14025 Fallada este un asteroid din centura principală de asteroizi. A fost descoperit pe 2 septembrie 1994 la Tautenburg de Freimut Börngen. Asteroidul prezintă o orbită caracterizată de o semiaxă mare de 2,74 ua, o excentricitate de 0,17 și o înclinație de 7,6° în raport cu ecliptica.